# Madang (miasto)

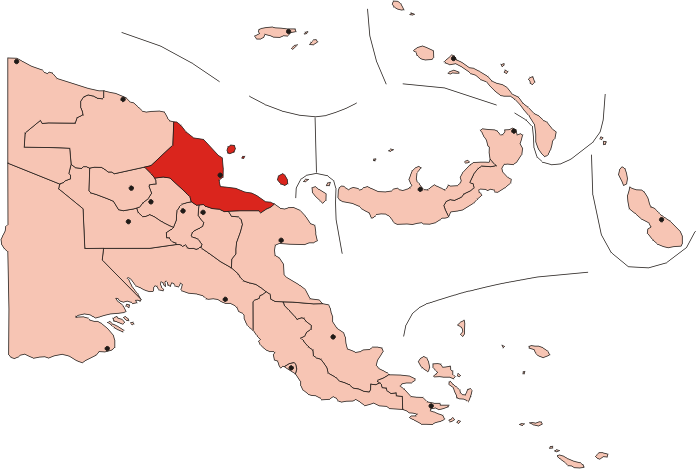
Położenie miasta Madang w prowincji Madang

Madang – miasto w północno-wschodniej Papui-Nowej Gwinei, położone na wybrzeżu Morza Bismarcka. Ośrodek administracyjny prowincji Madang.
Według danych ze spisu ludności w 2000 Madang liczył 27,4 tys. mieszkańców i był wówczas czwartym pod względem liczby ludności miastem kraju. Według szacunków w 2013 mieszkało tu 29,3 tys. mieszkańców, co dawało ósme miejsce w kraju.
Miasto zostało założone w XIX wieku przez Niemców. Nosiło wówczas nazwę Friedrich-Wilhelmshafen i było stolicą Ziemi Cesarza Wilhelma, wchodzącej w skład Nowej Gwinei Niemieckiej. W czasie II wojny światowej miasto było zajęte przez Japończyków. Podczas walk z wojskiem australijskim w 1943 miasto zostało poważnie zniszczone.
Madang stanowi ważny port morski na północnym wybrzeżu Papui-Nowej Gwinei, przez który wywozi się koprę, kawę, kakao i orzechy kokosowe. W mieście rozwinął się przemysł drzewny i tytoniowy. Miasto posiada również lotnisko.